# Corméry
H. Corméry war ein französischer Hersteller von Automobilen.

## Unternehmensgeschichte
Das Unternehmen aus Billancourt begann 1901 mit der Produktion von Automobilen. Im gleichen Jahr endete die Produktion bereits wieder.

## Fahrzeuge
Beim einzigen Modell waren die Räder rautenförmig angeordnet: eines vorne, zwei in Fahrzeugmitte und eines hinten.